# Пылва (станция)
Пы́лва (эст. Põlva raudteejaam) — железнодорожная станция в городе Пылва на линии Тарту — Койдула.

## История
В августе 1944 года, во время Тартуской наступательной операции была освобождена территория с около 370 км разрушенных железнодорожных путей. Германские войска вывели из строя линию Печоры — Тарту с применением шпалоразрушителя, рельсы были взорваны через каждые 10 метров. К началу сентября пути линии Печоры — Тарту были восстановлены бойцами Красной армии до станции Пылва, которая стала пунктом снабжения 2-й ударной армии. Перегон Пылва — Тарту восстанавливался с помощью местных жителей, станция Тарту стала важным железнодорожным узлом Таллинской наступательной операции

## Станция в XXI веке
На станции останавливается 2 пары дизельных поездов Elron, курсирующие между Тарту и Койдулой. В летний сезон 1 пара поезда Тарту— Койдула продлевается до станции Пиуза. Из Тарту поезд идёт 48 минут.
| На Тарту  |       | На Койдулу |
| Таэваскоя | Пылва |            |
| Таэваскоя | Пылва | Холванди   |